# Xolotl
Format:Infobox deity
Xolotl era de asemenea și zeul focului dar și al nenorocului.  Xolotl era fratele geamăn al zeului Quetzalcoatl, amândoi fiind fiii zeiței Coatlicue.  După alte interpretări, Xolotl era personificarea planetei Venus, luceafărul de seară.  Una din funcțiile sale în această calitate era de a păzi soarele când acesta se odihnea în lumea de dedesubt în timpul nopții.  Era de asemenea responsabil de aducerea umanității și a focului din același tărâm al vieții de apoi. 
În artă, Xolotl a fost reprezentat ca un schelet, un om cu cap de câine sau ca un monstru cu picioare inversate.  Xolotl era și patronul al unui joc cu mingea foarte popular în Mezoamerica, al cărui descendend direct de azi este cunoscut ca Ulama.  Xolotl este identificat cu Xocotl, în calitatea sa de zeu aztec al focului. 
Xoloitzcuintle este numele unei rase de câini, cunoscută în spaniolă ca Perro Pelón Mexicano (sau câinele mexican fără blană), o rasă canină endemică Americii Centrale datând epocii precolumbiene, care este adesea confundat cu câinele peruvian fără blană.  Numele acestei rase canine se referă la zeul Xolotl deoarece una din misiunile mitologice ale acestui câine era conducerea celor morți pe drumul lor către eternitate.  În ciuda acestui rol (sau poate tocmai de aceea) al acestui animal domestic în mitologia aztecilor, carnea acestor câini era consumată frecvent, fiind parte a meselor multor din populațiile native ale Mezoamericii.